# Laurence Olivier
Sir Laurence Olivier (Dorking, 22. svibnja 1907. – Brighton, 11. srpnja 1989.), engleski glumac, redatelj i producent. Jedan je od najslavnijih i najpoštovanijih glumaca 20. stoljeća, zajedno sa svojim suradnicima Johnom Gielgudom, Peggy Ashcroft i Ralphom Richardsonom. Olivier je u kazalištu i na filmu igrao široki raspon uloga, od grčkih tragedija, šekspirijanskih i restoracijskih komedija do modernih američkih i britanskih dramskih komada. Bio je prvi umjetnički direktor Britanskog državnog kazališta, a danas njegova glavna pozornica nosi njegovo ime. Općenito se smatra najvećim glumcem 20. stoljeća, u istoj kategoriji kao David Garrick, Richard Burbage, Edmund Kean i Henry Irving u svojim stoljećima. Četrnaest je puta nominiran za Oscara, s dvjema pobjedama za  najboljeg glumca i  najbolji film za  Hamleta iz 1948., te dvjema počasnim nagradama uključujući statuu i certifikat. Osvojio je i pet Emmyja, od ukupno devet nominacija.
Olivierova karijera kazališnog i filmskog glumca protegla se na više od šest desetljeća u kojima je nastupio u širokom rasponu uloga, od  Shakespearova Othella i sir Tobyja Belcha u Dvanaestoj noći do sadističkog  nacističkog zubara u  Maratoncu. Kao sin anglikanskog svećenika koji je stekao slavu na daskama West Enda, Olivier je postao odlučan kako će svladati Shakespearea, te je s vremenom postao jedan od najistaknutijih šekspirijanskih interpretatora 20. stoljeća. Nastavio je glumiti sve do svoje smrti 1989. Olivier je nastupio u više od 120 kazališnih uloga, uključujući Richarda III., Macbetha, Romea, Hamleta, Othella, Ujaka Vanju i Archieja Ricea u Zabavljaču. Nastupio je u gotovo šezdeset filmova, uključujući Orkanske visove  Williama Wylera, Rebeccu  Alfreda Hitchcocka,  Spartaka  Stanleyja Kubricka, Bunny Lake je nestala  Otta Premingera, Oh! Kakav krasan rat  Richarda Attenborougha,  Njuškalu  Josepha L. Mankiewicza,  Maratoncu  Johna Schlesingera, Betsy  Daniela Petrieja,  Sudaru titana  Desmonda Davisa i vlastitim  Henriku V.,  Hamletu i  Richardu III. Na film je prenio i svog Othella, s cijelom kazališnom glumačkom postavom. Na televiziji je, između ostalih, nastupio u komadima kao što su John Gabriel Borkman, Dugo putovanje u noć, Mletački trgovac, Mačka na vrućem limenom krovu i Kralj Lear.
1999. ga je Američki filmski institut uvrstio na 14. mjesto najvećih muških filmskih zvijezda svih vremena.

## Rani život
Olivier je rođen 1907. u Dorkingu, Surrey, Engleska. Odrastao je u uglednom, strogom i religioznom domu, kojim je dominirao njegov otac, Gerard Kerr Olivier (1869. – 1939.), anglikanski svećenik čiji je otac, Henry Arnold Olivier, bio rektor. Mladi Laurence je utjehu našao u pažnji svoje majke, Agnes Louise Crookenden (1871. – 1920.), te je bio strašno pogođen kad je ona umrla (s 48 godina) kad je njemu bilo samo 12. Richard i Sybille bili su njegovi stariji brat i sestra.
1918. je njegov otac postao svećenik u novoj crkvi u Letchworthu, Hertfordshire, dok je njegova obitelj živjela u Old Rectoryju, sada dijelu St. Christopher Schoola.
Nastupao je u školskom kazalištu, a u prosincu 1924. kao zamjenik i pomoćnik redatelja u manje poznatom komadu Trough the Crack. U travnju 1925. je glumio Lennoxa u  Shakespearovu Macbethu i bio pomoćnik direktora kazališta.
Školovao se u St. Edward's School, na sveučilištu Oxford, a u 15. godini je glumio Katherine u školskoj produkciji Shakespearove komedije The Taming of the Shrew (Ukroćena goropadnica), s odličnim kritikama. Nakon što je njegov brat Richard otišao u  Indiju, otac je odlučio da će Laurence - ili "Kim", kako ga je obitelj zvala - postati glumac.

## Rana karijera
Olivier je nakon toga sa 17 godina počeo pohađati Central School of Dramatic Art. 1926. se pridružio glumačkoj družini Birmingham Repertory. Isprva su mu u kazalištu dodjeljivani beznačajni zadaci, kao što je zvonar, no njegove su uloge s vremenom postale značajnije, a 1937. je nastupao u ulogama kao što su Hamlet ili Macbeth. Tijekom svoje karijere je tvrdio da je njegova gluma bila čista tehnika, dok je prezirao kolege koje su prisvojili 'Metodu' koju je popularizirao Lee Strasberg. Olivier je upoznao i 25. srpnja 1930. oženio Jill Esmond, obećavajuću glumicu, i dobio jednog sina, Tarquina, rođenog 1936.
Olivier međutim u prvom braku od početka nije bio sretan. Obuzdan, kako je on to vidio, svojim religijskin odgojem, Olivier se u svojoj autobiografiji prisjetio razočaranja iz svoje bračne noći, što je kulminiralo njegovo impotencijom. Zauvijek je odbacio religiju i postao ljut na svoju ženu, iako će brak trajati još deset godina.
Filmski debi je ostvario filmom Privremena udovica, te odigrao glavnu ulogu u  Žutoj karti; međutim, nije puno cijenio film. Kazališnu slavu je stekao u Privatni životima Noela Cowarda 1930., i u Romeu i Juliji 1935., mijenjajući uloge Romea i Mercutija s Johnom Gielgudom. Olivier se nije slagao s Gielgudovim glumačkim šekspirijanskim stilom te bio izritiran činjenicom da je Gielgud dobivao bolje kritike od njega. Tenzije su se užarile 1940. kad je Olivier prišao londonskom impresariju Binkieju Beaumontu i pitao ga hoće li financirati repertoar četiri Shakespearove velike tragedije, Hamleta, Othella, Macbetha i Kralja Leara, ali Beaumont je rekao kako to dolazi u obzir samo u slučaju ako Olivier i Gielgud zamijene svoje uloge Hamleta/Laerta, Othella/Iaga, Macbetha/Macduffa i Leara/Gloucestera te da Gielgud režira bar jednu produkciju, što je Olivier odbio s gnušanjem.
Nakon uloge Romea, pozvala ga je Lilian Baylis kako bi nastupao u Old Vic Theatreu 1937./'38. Olivierove izvedbe u ulogama Hamleta i Iaga su dobile negativne recenzije, dok je uloga Macbetha podijelila kritiku. Ali njegova pojavljivanja u ulogama Henrika V., Coriolanusa i sir Tobyja Belcha u Dvanaestoj noći bili su trijumfi, a njegova popularnost među publikom u Old Vicu učinila ga je jednim od glavnih šekspirijanskih glumaca u  Engleskoj do kraja sezone.
Olivier je nastavio prezirati film, i iako je konstantno radio s Alexanderom Kordom, još je osjećao kako je njegov pravi dom na kazališnim daskama. Snimio je svoj prvi šekspirijanski film, Kako vam drago, s Paulom Czinnerom, no, Olivieru se nije svidio, smatrajući kako Shakespeare ne funkcionira dobro na filmu.

## Vivien Leigh
Laurence Olivier vidio je Vivien Leigh u The Mask of Virtue 1936., a prijateljstvo se razvilo nakon što joj je on čestitao na izvedbi. Dok su glumili ljubavnike u filmu Vatra iznad Engleske (1937.), Olivier i Leigh su se zaljubili, a nakon završetka snimanja započeli su vezu.
Leigh je igrala Ofeliju u Olivierovu Hamletu u produkciji Old Vica, a Olivier se kasnije prisjetio kako joj se rapoloženje iznimno brzo promijenilo kad se u tišini pripremala za izlazak na pozornicu. Bez neke očite provokacije, počela je vrištati na njega, a onda odjednom zašutjela i počela zuriti u prazno. Odigrala je ulogu bez poteškoća, a sutradan se vratila u normalu bez da se prisjećala događaja. Bilo je to prvi put da je Olivier svjedočio takvom njezinom ponašanju.
Olivier je putovao u Hollywood kako bi započeo snimati  Orkanske visove u ulozi Heatcliffa. Leigh je ubrzo pošla za njim, djelomično da bude s njim, ali i zbog vlastitog sna da dobije ulogu Scarlett O'Hara u filmu Zameo ih vjetar (1939.). Olivier je ubrzo shvatio kako će snimanje Orkanskih visova biti teško, ali bila je to i prekretnica za njega, zbog njegova uspjeha u  Sjedinjenim Državama koji mu je do tada izmicao, ali i zbog njegova stava prema filmu, kojeg je smatrao inferiornijim medijom u odnosu na kazalište. Producent filma Samuel Goldwyn je nakon nekoliko tjedana snimanja bio jako razočaran Olivierovom prenaglašenom izvedbom pa mu je zaprijetio da će ga otpustiti. Olivier je glavnu glumicu, Merle Oberon, nazvao amaterkom; međutim, kad je svoje mišljenje iznosio Goldwynu, podsjetili su ga da je Oberon zvijezda filma i već dobro poznato ime u američkom filmu. Rečeno mu je da bi morao biti malo više popustljiviji i tolerantniji prema Oberon. Olivier se kasnije prisjetio kako je Goldwynove riječi uzeo k srcu, ali je kasnije uvidio je bio u pravu; smanjio je intenzitet izvedbe kako bi ona bila u skladu s osobnijim medijom filma i počeo cijeniti mogućnosti koje je nudio.
Film je bio hit, Olivier je hvaljen zbog svoje izvedbe, a uskoro je nominiran za Oscar za najboljeg glavnog glumca. Leigh je osvojila Oscar za najbolju glavnu glumicu u Zameo ih vjetar, a par se odjednom našao u situaciji da su bili najslavnije zvijezde u svijetu. Htjeli su se vjenčati, ali i Leighin muž i Olivierova supruga, Jill Esmond, se isprva nisu htjeli razvesti. Konačno razvedeni, vjenčali su se 31. kolovoza 1940.
Olivierova američka filmska karijera je procvjetala s hvaljenim izvedbama u filmovima Rebecca (1940.) i  Ponos i predrasude.
Olivier i Leigh zajedno su nastupili u kazališnoj produkciji Romea i Julije u New Yorku. Bila je to raskošna produkcija, ali komercijalni podbačaj. Brooks Atkinson je napisao za New York Times, "Iako su gđica. Leigh i g. Olivier zgodan mladi par, jedva izvode svoje uloge." Par je uložio gotovo svu svoju ušteđevinu u produkciju, a komercijalni podbačaj za njih je značio katastrofu.
Zajedno su snimili film Hamiltonova žena (1941.), s Olivierom u ulozi Horatija Nelsona, i Leigh u ulozi Emme Hamilton. Kako se Britanija uključila u Drugi svjetski rat, Olivierovi su se vratili u Englesku, a 1944. je Leigh dijagnosticirana tuberkuloza na lijevom plućnom krilu, ali nakon što je provela nekoliko tjedana u bolnici, izgledalo je da se oporavila. Na proljeće je snimala  Cezara i Kleopatru (1945.) i otkrila da je trudna, ali je pobacila. Pala je u duboku depresiju koja je dosegnula najnižu točku kad se okrenula protiv Oliviera, verbalno i fizički ga napadajući sve dok nije pala na pod jecajući. Bio je to prvi od mnogih većih živčanih slomova povezanih s maničnom depresijom, ili  bipolarnim poremećajem. Olivier je počeo prepoznavati simptome nadolazeće epizode - nekoliko dana hiperaktivnosti praćenih periodom depresije i eksplozivnim slomom, nakon kojeg se Leigh ne bi ničega sjećala, ali bi se osjećala posramljeno i pokajnički.
Olivier je 1947. proglašen vitezom, a 1948. se našao u Odboru direktora Old Vic Theatrea. On i Leigh su otputovali na turneju po  Australiji i  Novom Zelandu kako bi prikupili sredstva za kazalište. Tijekom šestomjesečne turneje, Olivier je postavio Richarda III. i s Leigh nastupio u Školi za skandale i The Skin of Our Teeth. Turneja je polučila veliki uspjeh, a iako je Leigh mučila nesanica te je umjesto jedan tjedan nastupala zamjena, općenito je razumjela zahtjeve koji se pred nju postavljaju, dok je Olivier primijetio kako zna "očarati novinare". Članovi glumačke družine kasnije su se prisjetili svađa između para, od kojih je najdramatičnija bila ona u Christchurchu kad je Leigh odbila izaći na pozornicu. Olivier ju je ošamario, a ona mu je uzvratila i opsovala ga prije nego što je izašla na pozornicu. Krajem turneje, oboje su bili iscrpljeni i bolesni, Olivier je rekao novinarima, "Možda ne znate, ali razgovarate s parom hodajućih leševa." Kasnije je rekao kako je u Australiji "izgubio Vivien".
Uspjeh turneje ih je ohrabrio da se po prvi put zajedno pojave na West Endu, u istim djelima, s dodatkom Antigone, na Leighino inzistiranje jer je htjela odigrati ulogu iz tragedije.
Leigh je nakon toga htjela ulogu Blanche DuBois u kazališnoj produkciji  Tramvaja zvan čežnja  Tennesseeja Williamsa na West Endu, a ulogu je dobila nakon što ju je producentica Irene Mayer Selznick vidjela u Školi za skandale i Antigoni, a Olivier je potpisao režiju.
Leigh i Olivier su 1951. nastupili u dvjema predstavama o  Kleopatri, u Antoniju i Kleopatri  Williama Shakespearea i Cezaru i Kleopatri  Georgea Bernarda Shawa, mijenjajući predstave svaku večer i zaradivši dobre recenzije. Preselili su produkcije u New York, gdje su jednu sezonu nastupali u Zigfield Theatreu. Kritike su uglavnom bile pozitivne, ali ih je kritičar Kenneth Tynan razljutio kad je napisao da je Leigh osrednji talent koji je natjerao Oliviera da kompromitira svoj. Tynanova žučljiva kritika umalo je izazvala novi kolaps; Leigh je, prestrašena od neuspjeha i s namjerom da postigne veličinu, prihvatila njegov komentar, ignorirajući u isto vrijeme pozitivne recenzije drugih kritičara.
U siječnju 1953. je otputovala u Ceylon kako bi snimala Slonov hod s  Peterom Finchom. Ubrzo nakon završetka snimanja, pretrpjela je još jedan živčani slom, a Paramount ju je zamijenio s Elizabeth Taylor. Olivier ju je vratio u njihov dom u Englesku, gdje mu je u periodu nedosljednosti Leigh rekla da se zaljubila u Fincha te da ga je prevarila s njim. Nakon nekoliko mjeseci se oporavila. Mnogi Olivierovi prijatelji su nakon toga saznali za njezin problem. David Niven je rekao kako je bila "tiha, tiha, luda", a Noel Coward je u svojem dnevniku izrazio iznenađenost da su "stvari bile loše i pogoršavale se od 1948. ili tu negdje".
Leigh se oporavila dovoljno kako bi 1953. s Olivierom glumila u Uspavanom princu, a 1955. su cijelu sezonu nastupali na Stratford-upon-Avonu u Shakespeareovim Dvanaestoj noći, Macbethu i Titu Androniku. Predstave su uvijek bile dobro posjećene, a kritike su bile dobre. Leighino zdravlje se činilo stabilnim. Noel Coward je uživao u uspjehu s komadom South Sea Bubble, s Leigh u glavnoj ulozi, ali je ona zatrudnila i povukla se iz produkcije. Nekoliko tjedana poslije je pobacila i zapala u period depresije koja je potrajala mjesecima. Pridružila se Olivieru na europskoj turneji s Titom Andronikom, ali je turneja poremećena Leighinim čestim izljevima bijesa na Oliviera i druge članove družine. Po povratku u London, njen bivši muž Leigh Holman, koji je još uvijek vršio veliki utjecaj na nju, je ostao s Olivierovima i pomagao da je smire.
1958., smatrajući kako je brak okončan, Leigh se upustila u vezu s glumcem Jackom Merivaleom, koji je poznavao njeno zdravstveno stanje i uvjerio Oliviera kako će se brinuti za nju. 1959. je postigla uspjeh s komedijom Noela Cowarda Look After Lulu, s tim da ju je kritičar Timesa opisao kao "prekrasnu, ugodno opuštenu, zapravo, ona je domaćica svake situacije."
Ona i Olivier su se razveli u prosincu 1960., a Olivier se oženio s glumicom Joan Plowright, s kojom je kasnije dobio troje djece.

## Rat
Kad je izbio Drugi svjetski rat, Olivier se namjeravao pridružiti Kraljevskom zrakoplovstvu, ali je bio pod ugovorom za druge projekte. Prezirao je glumce kao što su Charles Laughton i sir Cedric Hardwicke, koji su održavali dobrotvorne kriket mečeve kako bi pomogli ratnim naporima. Olivier je uzimao i sate letenja i skupio ih preko 200. Nakon dvogodišnje službe je stekao čin poručnika, ali nikad nije vidio pravi rat.
1944. su on i glumac Ralph Richardson dobili dopust iz mornarice kako bi oformili novu glumačku družinu Old Vic Theatrea u New Theatreu (kasnije Albery, danas Noel Coward Theatre) s noćnim repertoarom s tri komada, prvotno s Peer Gynt  Henrika Ibsena, Oružje i čovjek  Bernarda Shawa i Shakespeareovim Henrikom III. Probe su se održavale 10 tjedana uz zvuke njemačkog bombardiranja. Projekt će se na kraju produžiti na pet hvaljenih sezona završivši 1949., nakon prestižne turneje 1948. po  Australiji i  Novom Zelandu, koja je uključivala Vivien Leigh u produkcijama Richarda III., Škola za skandale Brinsleyja Sheridana i The Skin of Our Teeth Thorntona Wildera.
Druga sezona New Theatrea započela je s Olivierom u ulogama Harryja Hotspura i Justicea Shallowa i Richardsonom u ulozi Falstaffa u Henriku IV., Dijelovi 1 i 2, što se danas naziva vrhuncem engleskog klasičnog kazališta. Čarolija se nastavila s jednim od Olivierovih najslavnijih pokušaja, da u jednoj večeri odigra Sofoklova Edipa i Sheridanova Kritičara; Olivierova tranzicija iz grčke tragedije u komediju u jednoj večeri postala je legendarna. Nakon ovog trijumfa slijedila je jedna od njegovih najdražih uloga, Astrova u Ujaku Vanji.
Oliviera i Richardsona je 1945. Državna vojna udruga zabavljača proglasila počasnim poručnicima, a oni su nakon toga šest tjedana proveli na europskoj turneji, izvodeći za vojnike Oružje i čovjek, Peer Gynt i Richarda III. Nakon toga su posjetili Comédie-Française u Parizu, što je bio prvi put da se strana družina poziva da odigra predstavu na toj slavnoj pozornici. Kad se Olivier vratio u London, ljudi su primijetili kako se nešto u njemu promijenilo. Njegovo jedino objašnjenje bilo je: "Možda je to da sam ostario."
U novoj Olivierovoj biografiji Michaela Munna (nazvanoj Lord Larry) tvrdi se da je Olivier unovačen kao agent na tajnom zadatku u Sjedinjenim Državama za britansku vladu od strane filmskog producenta i MI5-ova operativca Alexandera Korde po uputama  Winstona Churchilla.
Prema članku u Telegraphu, David Niven, dobar Olivierov prijatelj, je rekao kako je rekao Michaelu Munnu, "To što je bilo opasno za njegovu želju je to da je (Olivier) mogao biti optužen da je bio agent. Bilo je to opasno za Larryja jer je mogao biti uhićen. Još gore, da su njemački agenti shvatili što je Larry radio, siguran sam, pošli bi za njim."

## Šekspirijanska trilogija
Nakon što je postigao opću popularnost na filmu, Oliviera je kontaktiralo nekoliko investitora (Filippo Del Giudice, Alexander Korda i J. Arthur Rank), kako bi snimio nekoliko šekspirijanskih filmova, temeljenih na kazališnim produkcijama. Olivier se okušao u režiranju i snimio tri iznimno uspješna filma:  Henrik V.,  Hamlet i  Richard III.

### Henrik V.
Olivier je svoj redateljski debi ostvario s filmom o Shakespearovu Henriku V. Nije vjerovao da je dorastao zadatku, pa ga je pokušavao ponuditi  Williamu Wyleru,  Carolu Reedu i  Terenceu Youngu. Film je sniman u  Irskoj (jer je ona bila neutralna), dok su irske planine trebale zamijeniti Agincourt. Tijekom snimanja jedne scene bitke, konj se sudario s kamerom koju je držao Olivier. Olivier je oko držao na viziru, a kad se konj sudario s njim, kamera se zabila u njega, posjekavši mu usnu i ostavivši mu ožiljak koji će postati poznat u njegovim kasnijim ulogama.
Kritike su bile odlične, unatoč Olivierovoj nesklonosti. Bio je to prvi naširoko uspješni šekspirijanski film, a mnogi ga smatraju umjetničkim djelom. Nominiran je za Oscare za  najbolji film i  najboljeg glumca, ali Akademija, prema Olivierovom mišljenju, nije bila sklona ideji dodijeliti sve glavne nagrade strancu, pa su mu dodijelili Počasnu nagradu. Olivier je odbacio nagradu kao "prijevaru".

### Hamlet
Olivier se nadovezao na uspjeh s ekranizacijom Hamleta. Igrao je ovu ulogu više od one Henrika, te mu je puno bliži bio melankolični Danac. Međutim, nije mu posebno dobro sjela uloga introvertiranog Hamleta, koji je bio čista suprotnost ekstrovertima za čije je portrete stekao slavu. Duljina  Hamleta (1948.) nije smjela prijeći 153 minute pa je Olivier izrezao gotovo pola Shakespearova teksta. Puristi su ga napali zbog toga, posebno Ethel Barrymore; Barrymore je izjavila kako adaptacija nije ni približno vjerna originalnom tekstu kao što je bila kazališna produkcija njezina brata Johna iz 1922. Ironično, Ethel je te godine dodjeljivala Oscar za najbolji film - te je bila vidljivo potresena kad je pročitala, "Hamlet".
Film je, kao i njegov prethodnik, postigao veliki komercijalni uspjeh u Britaniji i u inozemstvu, osvojivši Oscar za najbolji film i najboljeg glumca na dodjeli Oscara 1948. Bio je to prvi britanski film koji je osvojio nagradu za najbolji film i Olivierova jedina glumačka pobjeda u kategoriji u kojoj će biti nominiran još pet puta prije smrti. Olivier je usto postao i prva osoba koja je režirala film i osvojila Oscar za ulogu u istom. Isti pothvat ponovio se 1999. kad je ista stvar pošla za rukom  Robertu Benigniju s filmom Život je lijep. Osim toga, Olivier ostaje jedini glumac koji je dobio Oscara za Shakespearea. Olivier međutim te godine nije dobio nagradu za režiju, čime bi osvojio sve glavne nagrade za koje je film bio nominiran.

### Richard III.
Olivierov treći veliki šekspirijanski projekt je bio režija i glavna uloga u  Richardu III. Prvotno je u četrdesetima Alexander Korda predložio Olivieru da reprizira svoju slavnu ulogu na filmu. Ta uloga smatra se Olivierovom najvećom kazališnom (uz kazališnu produkciju Macbetha iz 1955. i ulogu propalog izvođača Archieja Ricea u Zabavljaču), a vjerojatno i filmskom. Tijekom snimanja scene bitke u  Španjolskoj, jedan od strijelaca je pogodio Oliviera u gležanj, nakon čega je počeo šepati. Srećom, šepanje je bilo potrebno i za ulogu, pa je Olivier već šepao za dijelove filma koji su već bili snimljeni.
Iako je kritika dobro primila film, bio je komercijalni promašaj. Koda je prodao prava američkoj televizijskoj mreži NBC, a film je postao prvi koji je u isto vrijeme prikazan na televiziji i u kinima. Mnogi su nakon toga iz ogromne gledanosti zaključili da je više ljudi gledalo Richarda III. u jednom prikazivanju nego svi ljudi koji su ga ikad gledali u kazalištima.

#### Macbeth
Macbeth je navodno trebao biti Olivierov sljedeći šekspirijanski film. No, zbog komercijalnog neuspjeha Richarda III., zajedno sa smrću Alexandera Korde i Mikea Todda, film nikad nije snimljen. Njegova uloga Macbetha u Shakespeare Memorial Theatreu 1955. proglašena je jednom od najboljih svih vremena. Originalno ga je mislio snimati 1948. umjesto Hamleta, ali Orson Welles je u to vrijeme snimao vlastitu ekranizaciju Macbetha koja je došla u kina prva, pa se Olivier odlučio za Hamleta.

## Zabavljač
Od kraja  Drugog svjetskog rata, Olivier je osim šekspirijanske trilogije rijetko nastupao na filmu.
U drugoj polovici pedesetih, britansko kazalište se mijenjalo s uspjehom "Bijesnih mladih ljudi". John Osborne, autor komada Look Back in Anger, napisao je kazališni komad za Oliviera naslovljen Zabavljač, priču o istrošenom kazališnom komičaru zvanom Archie Rice, koja je premijerno prikazana 10. travnja 1957. u Royal Courtu. Kako je Olivier rekao, "Ja sam Richie. Nisam Hamlet."
Tijekom proba za Zabavljača Olivier je upoznao Joan Plowright koja je od Dorothy Tutin preuzela ulogu Jean Rice kad je produkcija  Tonyja Richardsona iz Royal Courta prebačena u Palace Theatre u rujnu 1957. Kasnije, 1960., Richardson je režirao filmsku verziju s Olivierom i Plowright koji su reprizirali svoje kazališne uloge.
Zbog Plowright je ostavio Vivien Leigh, zbog čega je osjećao krivnju do kraja života. Olivier se oženio s Plowright na Dan sv. Patricka 1961., konačno pronašavši sreću. Leigh je umrla 1967.

## National Theatre
Olivier je bio jedan od osnivača National Theatrea. Postao je njegov dirketor u Old Vicu prije nego što je sagrađena zgrada u South Banku.
Tijekom svog mandata je nastupio u dvanaest komada (preuzevši uloge u tri) i režirao devet. Međutim, njegova karijera u Nationalu je završila, po njemu, u izdaji i tragediji.

### Othello
Za  Othella, Olivier se podvrgnuo transformaciji, za što je bila potrebna posebna studija i veliko mršavljenje, kako bi postigao fizički izgled koji je bio potreban za Venecijanskog Maura. Govorilo se kako je sat vremena mukao na stado krava kako bi postigao željeni duboki glas. Kazališna produkcija Johna Dextera iz 1964. ekranizirana je 1965., za što je Olivier šesti put nominiran za Oscara za najboljeg glumca.

### Tri sestre
Olivierov posljednji film u ulozi redatelja bio je  Tri sestre iz 1970., temeljen na istoimenoj  Čehovljevoj drami i njegovoj kazališnoj produkciji iz 1967. Prema Olivierovu mišljenju, bio je to njegov najbolji redateljski rad.
Njegove najupečatljivije izvedbe u National Theatreu u Old Vicu bile su one u ulozi Astrova u njegovoj produkciji Ujaka Vanje; kapetana Brazena u produkciji The Recruting Officera iz 1963. Georgea Farquhara; Shylocka u Trgovačkom trgovcu iz 1970.; i portret Jamesa Tyronea u Dugom putovanju u noć Eugenea O'Neilla, produkciji Michaela Blakemorea iz prosinca 1971. Ove dvije zadnje produkcije kasnije su postavljene za televiziju i prikazane u Engleskoj i Sjedinjenim Državama.

## Kasnija karijera
Slavan tijekom cijele karijere po svojoj posvećenosti umjetnosti, Olivier je u svojim kasnijim godinama još više vremena posvećivao svojem radu, što mu je navodno bio način da sam sebi skrene pozornost od krivnje koju je osjećao zbog napuštanja bivše supruge Vivien Leigh. Češće se počeo pojavljivati u filmovima, posebno u karakternim ulogama, a ne onim romantičnim iz rane karijere. Nominiran je za Oscar za uloge u filmovima Njuškalo (1972.), Maratonac (1976.) i Momci iz Brazila (1978.). Kako je bio prisiljen povući se iz uloge direktora Royal National Theatrea, bojao se da mu obitelj neće biti zbrinuta u slučaju njegove smrti pa je snimao televizijske specijale i manje filmske uloge, za što je odmah dobivao čekove. Kasnije je slobodno priznao kako nije bio ponosan na većinu tih uloga, i naglasio da posebno prezire film iz 1982. Inchon, u kojem je glumio generala Douglasa McArthura.
Olivier se 1967. podvrgnuo tretmanu zračenja zbog raka prostate, a bio je hospitaliziran i zbog upale pluće. Do kraja života je patio od raznih zdravstvenih tegoba, uključujući bronhitis, amneziju i upalu porebrice. 1974. mu je dijagnosticirana distrofija mišića, a sljedeće godine umalo nije umro. Ipak je preživio sljedeće desetljeće, zarađujući novac u slučaju financijske katastrofe. Ovo objašnjava zašto je Olivier prihvaćao sve poslove koji su mu se nudili, kako bi njegova obitelj bila financijski osigurana nakon njegove smrti. Objašnjava to i njegovo pojavljivanje u filmu iz 1982. Inchon, koji se naširoko smatra jednim od najgorih filmova ikad snimljenih.
Jedno od Olivierovih najdugotrajnijih postignuća ne veže se ni za kazalište ni za film. 1974. je britanska Thames Television objavila Svijet rata, 26-dijelni dokumentarac o  Drugom svjetskom ratu za koji je Olivier, doduše nevoljko, posudio glas. Njegovo pripovijedanje bilo je tzv. "Božji glas" koji jadikuje nad razaranjima.
Kad je 1985. dodjeljivao Oscar za najbolji film, odsutno ga je dodijelio pristupivši mikrofonu i jednostavno rekavši "Amadeus". Bio je dosta zaboravljiv pa je zaboravio pročitati nominirane.
1986. se pojavio kao prije snimljeni holografski pripovjedač u produkciji multimedijskog rock mjuzikla Time Davea Clarka na West Endu.
Umro je od raka u Steyningu, West Sussex, Engleska 1989., s 82 godine. Ostavio je sina iz prvog braka, kao i suprugu i njihovo troje djece. Tijelo mu je kremirano, a pepeo pokopan u Westminster Abbey, London.
Unatoč tome što je petnaest godina prošlo od njegove smrti, Olivierovo ime se ponovno našlo na filmskoj špici. Uz pomoć kompjuterske grafike, materijal s njim u mladim danima je uklopljen u film Gospodar neba i svijet sutrašnjice (2004.) u kojem je Olivier "glumio" negativca.

## Glasine o biseksualnosti
Od Olivierove smrti nekoliko je biografa napisalo knjigu o njemu, od kojih su neki ustvrdili kako je bio biseksualac.
Joan Plowright je rekla, "Uvijek sam zamjerala na komentarima da sam ja bila ta koja je uništila Larryjev brak s Vivien Leigh. Danny Kaye je povezivan s Larryjem puno prije mene", referirajući se na tvrdnju biografa Donalda Spotoa da se Kaye i Olivier bili ljubavnici. Prema sir Noelu Cowardu, govoreći u seksualnom kontekstu, Olivier je bio "povodljiv za svim iskustvima", kao što je rekao pokojni prijatelj Michael Thornton. Olivierova autorizirana biografija Terryja Colemana sugerira vezu između Oliviera i starijeg glumca, Henryja Ainleyja, što se temelji na korespondenciji od Ainleyja Olivieru iako knjiga osporava da je bilo ikakvih dokaza koji bi Oliviera seksualno povezivali s Kayeom. Olivierov sin Tarquin je to odbacio kao 'neoprostivo smeće' i pokušao spriječiti objavljivanje knjige. Osim toga, tijekom snimanja filma  Tramvaj zvan čežnja, u kojem je nastupala Olivierova supruga, Vivien Leigh, David Niven je uhvatio  Marlona Branda i Oliviera kako se ljube u bazenu. "Okrenuo sam im leđa i vratio se unutra k Vivien. Siguran sam da je ona znala što se događa, ali nije ništa spominjala. Niti sam ja." U kolovozu 2006., na radijskom programu Desert Island Discs, Plowright je odgovorila na pitanje o Olivierovoj navodnoj biseksualnosti rekavši: "Ako je čovjek genij, on nije obična osoba. Ne vodi običan život. Ima ekstreme u ponašanju koje razumijete i pokušavate pronaći način da vas ne zahvate njegovi demoni. Držite se podalje. Nastavljate raditi vlastiti posao i zaokupljeni ste obitelji. A druge stvari na kraju nisu ni važne."

## Počasti
Olivier je bio osnivač Chichester Festival Theatrea (1962. – 1966.) i Royal National Theatrea Velike Britanije (1962. – 1973.), za što je dobio viteško odlikovanje. 12. lipnja 1947. je proglašen vitezom i proglašen barunom Olivierom od Brightona u okrugu Sussex, čime je postao prvi glumac s takvim priznanjem. 1981. mu je dodijeljen Order of Merit. 1984. su u njegovu čast preimenovane nagrade Društva londonskih kazališta, u Laurence Olivier Awards. Iako je bio doživotni plemić i jedna od najcjenjenjenijih osoba u industriji, Olivier je inzistirao da ga zovu "Larry". Jednostavno nije htio čuti da ga netko naziva po titulama kao što su "lord" i "sir".

## Nagrade i nominacije

### Oscari
| Godina     | Oscar                    | Film             |
| 1947.      | Specijalna nagrada       | Henrik V.        |
| 1948.      | Najbolji glumac          | Hamlet           |
| 1948.      | Najbolji film            | Hamlet           |
| 1979.      | Nagrada za životno djelo |                  |
| Nominacije |                          |                  |
| 1939.      | Najbolji glumac          | Orkanski visovi  |
| 1940.      | Najbolji glumac          | Rebecca          |
| 1944.      | Najbolji glumac          | Henrik V.        |
| 1944.      | Najbolji film            | Henrik V.        |
| 1948.      | Najbolji redatelj        | Hamlet           |
| 1955.      | Najbolji glumac          | Richard III.     |
| 1960.      | Najbolji glumac          | Zabavljač        |
| 1965.      | Najbolji glumac          | Othello          |
| 1972.      | Najbolji glumac          | Njuškalo         |
| 1976.      | Najbolji sporedni glumac | Maratonac        |
| 1978.      | Najbolji glumac          | Momci iz Brazila |

### Druge nagrade
| Godina | Nagrada | Rad                      |
| ------ | --- | ------------------------ |
| 1944.  | Srebrna vrpca Talijanskog nacionalnog sindikata filmskih novinara za najboljeg redatelja - strani film (osvojio) Nagrada Kinema Junpo za najbolji strani film (osvojio) Nagrada Nacionalnog udruženja kritičara za najboljeg glumca (osvojio) Nagrada Njujorškog kruga filmskih kritičara za najboljeg glumca (osvojio) | Henrik V.                |
| 1948.  | Nagrada Bodil za najbolji europski film (osvojio) Zlatni globus za najboljeg glumca (won) Nagrada Njujorškog kruga filmskih kritičara za najboljeg glumca (osvojio) Zlatni lav (osvojio) | Hamlet                   |
| 1952.  | BAFTA nagrada za najboljeg britanskog glumca (nominiran) | Carrie                   |
| 1955.  | BAFTA nagrada za najboljeg britanskog glumca (nominiran) Srebrni medvjed na Berlinskom filmskom festivalu (osvojio) Nagrada David di Donatello za najbolju stranu produkciju (osvojio) Nagrada Jussi za najboljeg stranog glumca (osvojio)                                                                              | Richard III.             |
| 1957.  | BAFTA nagrada za najboljeg britanskog glumca (nominiran) | Princ i plesačica        |
| 1959.  | BAFTA nagrada za najboljeg britanskog glumca (nominiran) | Đavolji učenik           |
| 1960.  | Zlatni globus za najboljeg glumca u drami (nominiran) | Spartak                  |
| 1960.  | Emmy za najbolju pojedinačnu izvedbu (osvojio) | Mjesec i novčić          |
| 1960.  | BAFTA za najboljeg britanskog glumca (nominiran) | Zabavljač                |
| 1963.  | BAFTA za najboljeg britanskog glumca (nominiran) | Term of Trial            |
| 1968.  | Emmy za najbolji dramski program (nominiran) | Ujak Vanja               |
| 1969.  | BAFTA za najboljeg sporednog glumca (osvojio) | Oh! Kakav divan rat      |
| 1970.  | Emmy za najboljeg glavnog glumca (nominiran) | David Copperfield        |
| 1973.  | Emmy za najboljeg glavnog glumca (osvojio) | Dugo putovanje u noć     |
| 1972.  | BAFTA za najboljeg glumca (nominiran) Nagrada David di Donatello za najboljeg stranog glumca (osvojio) Zlatni globus za najboljeg glumca u drami (nominiran) Nagrada Njujorškog kruga filskih kritičara za najboljeg glumca (osvojio)                                                                                   | Njuškalo                 |
| 1974.  | Emmy za najboljeg glumca u drami (nominiran) | Mletački trgovac         |
| 1975.  | Emmy za najboljeg glumca u specijalu - drama ili komedija (osvojio) | Ljubav među ruševinama   |
| 1977.  | BAFTA |                          |
| 1976.  | Zlatni globus za najboljeg sporednog glumca (nominiran) | Maratonac                |
| 1978.  | Nagrada Saturn za najboljeg glumca (film) (nominiran) Nagrada Nacionalnog udruženja kritičara (izjednačen s Jonom Voightom za Povratak veterana) | Momci iz Brazila         |
| 1980.  | Zlatni globus za najboljeg sporednog glumca (nominiran) | Mala romansa             |
| 1980.  | Nagrada Razzie za najgoreg sporednog glumca (izjednačen s Johnom Adamesom u Gloria) | Jazz pjevač              |
| 1982.  | Emmy za najboljeg glumca u seriji ili specijalu (osvojio) | "Brideshead Revisited"   |
| 1983.  | BAFTA TV nagrada za najboljeg glumca (nominiran) | A Voyage Round My Father |
| 1983.  | Nagrada Cecil B. DeMille (osvojio) |                          |
| 1981.  | Nagrada Razzie za najboljeg glumca (osvojio) | Inchon                   |
| 1984.  | Emmy za najboljeg glumca u seriji ili specijalu (osvojio) | Kralj Lear               |
| 1984.  | Nagrada CableACE za najboljeg glumca u dramskom ili kazališnom programu | G. Halpern i g. Johnson  |
| 1985.  | Nagrada Televizijskog Banff Festivala za izvrsnost |                          |
| 1987.  | Emmy za najboljeg sporednog glumca u miniseriji ili specijalu (nominiran) | "Izgubljena carstva"     |

## Filmografija
| Godina | Naslov                             | Uloga                                       |
| ------ | ---------------------------------- | ------------------------------------------- |
| 1930.  | Privremena udovica                 | Peter Bille                                 |
| 1930.  | Previše varalica                   | Čovjek                                      |
| 1931.  | Pothiparova žena                   | Straker                                     |
| 1931.  | Prijatelji i ljubavnici            | Poručnik Ned 'Neddie' Nichols               |
| 1931.  | Žuta karta                         | Julian Rolfe                                |
| 1932.  | Westward Passage                   | Nicholas 'Nick' Allen                       |
| 1933.  | Savršeno razumijevanje             | Nicholas Randall                            |
| 1933.  | Nema zabavnog posla                | Clive Dering                                |
| 1935.  | Moskovske noći                     | Kapetan Ignatoff                            |
| 1936.  | Kako vam drago                     | Orlando                                     |
| 1937.  | Vatra iznad Engleske               | Michael Ingolby                             |
| 1938.  | Razvod Lady X                      | Everard Logan                               |
| 1939.  | Q avioni                           | Tony McVane                                 |
| 1939.  | Orkanski visovi                    | Heathcliff                                  |
| 1940.  | 21 dan                             | Larry Durrant                               |
| 1940.  | Rebecca                            | Maxim de Winter                             |
| 1940.  | Ponos i predrasude                 | Fitzwilliam Darcy                           |
| 1940.  | Osvajanje zraka                    | Vincent Lunardi                             |
| 1941.  | Ta Hamiltonova žena                | Horatio Nelson                              |
| 1941.  | 49. paralela                       | Johnnie, traper                             |
| 1943.  | The Demi-Paradise                  | Ivan Kouznetsoff                            |
| 1944.  | This Happy Breed                   | Pripovjedač                                 |
| 1944.  | Henrik V.                          | Kralj Henrik V.                             |
| 1948.  | Hamlet                             | Hamlet                                      |
| 1951.  | Čarobna kutija                     | Policajac                                   |
| 1952.  | Carrie                             | George Hurstwood                            |
| 1953.  | Prosjačka opera                    | Kapetan MacHeath                            |
| 1955.  | Richard III.                       | Richard III.                                |
| 1957.  | Princ i plesačica                  | Charles, princ prijestolonasljednik         |
| 1959.  | Đavolji učenik                     | Gen. John Burgoyne                          |
| 1960.  | Zabavljač                          | Archie Rice                                 |
| 1960.  | Spartak                            | Marko Licinije Kras                         |
| 1962.  | Term of Trial                      | Graham Weir                                 |
| 1963.  | Ujak Vanja                         | Dr. Astrov                                  |
| 1965.  | Bunny Lake je nestala              | Supt. Newhouse                              |
| 1965.  | Othello                            | Othello                                     |
| 1966.  | Kartum                             | Mahdi                                       |
| 1968.  | Romeo i Julija                     | Pripovjedač                                 |
| 1968.  | Ribarove cipele                    | Pjotr Iljič Kamenev                         |
| 1969.  | Oh! Kakav divan rat                | Bojnik sir John French                      |
| 1969.  | Ples smrti                         | Edgar                                       |
| 1969.  | Bitka za Britaniju                 | Bojnik sir Hugh Dowding                     |
| 1970.  | Tri sestre                         | Dr. Ivan Čebutikin                          |
| 1971.  | Nicholas i Alexandra               | Grof Witte                                  |
| 1972.  | Lady Caroline Lamb                 | Arthur Wellesley, 1. Vojvoda od Wellingtona |
| 1972.  | Njuškalo                           | Andrew Wyke                                 |
| 1974.  | Proba                              |                                             |
| 1976.  | Maratonac                          | Dr. Christian Szell                         |
| 1976.  | Rješenje od sedam posto            | Profesor Moriarty                           |
| 1977.  | Nedostižni most                    | Dr. Jan Spaander                            |
| 1978.  | Betsy                              | Loren Hardeman                              |
| 1978.  | Momci iz Brazila                   | Ezra Lieberman                              |
| 1979.  | Mala romansa                       | Julius                                      |
| 1979.  | Drakula                            | Van Helsing                                 |
| 1980.  | Jazz pjevač                        | Cantor Rabinovitch                          |
| 1981.  | Inchon                             | Gen. Douglas MacArthur                      |
| 1981.  | Sudar titana                       | Zeus                                        |
| 1983.  | Jigsaw Man                         | Adm. Sir Gerald Scaith                      |
| 1984.  | Bounty                             | Admiral Hood                                |
| 1985.  | Wild Geese II                      | Rudolph Hess                                |
| 1989.  | Ratni rekvijem                     | Stari vojnik                                |
| 2003.  | Gospodar neba i svijet sutrašnjice | Dr. Totenkopf (arhivski materijal)          |

## Vanjske poveznice
- Službena stranica Laurencea Oliviera  Arhivirana inačica izvorne stranice od 2. siječnja 2008. (Wayback Machine)
- Laurence Olivier na Internet Broadway Databaseu (engl.)
- Laurence Olivier u internetskoj bazi filmova IMDb-u (engl.)
- University of Bristol Theatre Collection